# Joseph Mathy

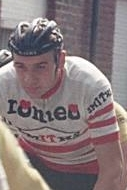
Joseph Mathy (1967)

Joseph Mathy (* 8. Juli 1944 in Lüben, Deutsches Reich; † 25. August 1969 in Enghien) war ein belgischer Radrennfahrer.

## Sportliche Laufbahn
Als Amateur gewann er 1962 das Etappenrennen Grand Prix François Faber und das Eintagesrennen Bruxelles–Bever. In der nationalen Meisterschaft in der Einerverfolgung wurde er beim Sieg von Romain De Loof Dritter. Im Frühjahr 1963 siegte er im Amateurrennen von Gent–Wevelgem.
1963 startete er als Unabhängiger. Von 1964 bis 1969 war er als Berufsfahrer aktiv. Seinen ersten Vertrag als Berufsfahrer erhielt er 1964 im Radsportteam Peugeot-BP. 1966 siegte er im Rennen Grand Prix Flandria, im Omloop van Oost-Vlaanderen, im Grand Prix Zele und auf einer Etappe der Luxemburg-Rundfahrt. 1969 gewann er eine Etappe der Vier Tage von Dünkirchen und den Grand Prix de Denain. Dazu kamen einige Siege in Rundstreckenrennen und Kriterien während seine Profizeit. 1965 war er Dritter der Ronde van Vlaanderen hinter August Verhaegen und Karl-Heinz Kunde.
In der Tour de France 1966 schied er aus. Er starb durch einen Verkehrsunfall nach einem Radrennen.

## Familiäres
Sein Bruder Gérard Mathy und sein Onkel Philippe Mathy waren ebenfalls Radrennfahrer.